# Cambridge (Ohio)
Cambridge és una població dels Estats Units a l'estat d'Ohio. Segons el cens del 2000 tenia 11.520 habitants.

## Demografia
Segons el cens del 2000, Cambridge tenia 11.520 habitants, 4.924 habitatges, i 2.954 famílies. La densitat de població era de 792,9 habitants/km².
Dels 4.924 habitatges en un 30,5% hi vivien nens de menys de 18 anys, en un 39,2% hi vivien parelles casades, en un 16,3% dones solteres, i en un 40% no eren unitats familiars. En el 35,3% dels habitatges hi vivien persones soles el 15,9% de les quals corresponia a persones de 65 anys o més que vivien soles. El nombre mitjà de persones vivint en cada habitatge era de 2,28 i el nombre mitjà de persones que vivien en cada família era de 2,92.
Per edats la població es repartia de la següent manera: un 25,9% tenia menys de 18 anys, un 9,2% entre 18 i 24, un 26,5% entre 25 i 44, un 20,9% de 45 a 60 i un 17,5% 65 anys o més.
L'edat mediana era de 36 anys. Per cada 100 dones de 18 o més anys hi havia 85,8 homes.
La renda mediana per habitatge era de 24.102 $ i la renda mediana per família de 30.780 $. Els homes tenien una renda mediana de 26.368 $ mentre que les dones 20.596 $. La renda per capita de la població era de 14.452 $. Aproximadament el 18,1% de les famílies i el 21,2% de la població estaven per davall del llindar de pobresa.

## Poblacions més properes
El següent diagrama mostra les poblacions més properes.